# Тудвасева, Зинаида Константиновна
Зинаи́да Константи́новна Тудва́сева (род. 5 октября 1947 год) — российский лингвист и филолог, исследователь коми-пермяцкого языка. Ведущий методист по коми-пермяцкому языку.
Окончила филологический факультет Пермского педагогического института (1972). Работала старшим научным сотрудником НИИ национальных школ Министерства Просвещения РСФСР (1975-1991), ведущим научным сотрудником Института национальных проблем образования Министерства Образования РФ (1991-2005). С января 2006 – ведущий научный сотрудник Центра национальных проблем образования ФИРО. Кандидат филологических наук (1976). Награждена значком «Отличник просвещения», медалью К.Д.Ушинского, Заслуженный учитель Российской Федерации. Работы по методике преподавания коми-пермяцкого языка. Автор более 60 работ.

## Публикации
- Тудвасева З.К. Учебник коми-пермяцкого языка для 5-6 классов.- Кудымкар, 2006
- Тудвасева З.К. Живые корни древнего родства, пособие для учителя.- Кудымкар, 1999
- Тудвасева З.К. Фонохрестоматия по коми-пермяцкой литературе для 4-5 классов.- Л, 1988